# Bernadets
Bernadets – miejscowość i gmina we Francji, w regionie Nowa Akwitania, w departamencie Pireneje Atlantyckie.
Według danych na rok 1990 gminę zamieszkiwały 534 osoby, a gęstość zaludnienia wynosiła 145 osób/km² (wśród 2290 gmin Akwitanii Bernadets plasuje się na 688. miejscu pod względem liczby ludności, natomiast pod względem powierzchni na miejscu 1502.).